# Міньківський Олександр Захарович
Олекса́ндр Заха́рович Мінькíвський (13 (25) грудня 1900, Сніжна — 12 квітня 1979, Київ) — український хоровий диригент, педагог. Народний артист СРСР з 1960 року.

## Біографія
Народився 13 (25) грудня 1900 року в селі Сніжна Сквирського повіту Київської губернії (нині Погребищенського району Вінницької області) в родині сільського вчителя й дяка. Із шести років учився в церковно-парафіяльній школі, де брав участь у хорі, оволодів грою на скрипці. З десятирічного віку вчився в Київському духовному училищі. За недовгий час став учасником великого дитячого симфонічного оркестру. Через рік навчання йому дали перше соло в концерті з творів Д. Бортнянського. Потім батьки віддали його у двокласну вчительську школу, де з його ініціативи учні створили інструментальний ансамбль. Олександр оволодів диригуванням і коли у 1916 році вчителя співів мобілізували на фронт, очолив хор школи. Він сам поступово навчився гармонізувати революційні пісні на потребу дня і 1 травня 1917 року хор, керований О. Міньківським успішно виступив на маніфестації, виконуючи гармонізовані Олександром «Марсельєзу», «Варшав'янку» та «Сміло у ногу рушаймо».
Середню освіту здобув у Київській педагогічній школі у 1921 році. У ній в учительській семінарії він навчається співу та нотної грамоти у Кирила Стеценка, який дуже багато дав йому, як практик і методист, а О. Міньківський багато допомагав йому в керуванні семінарським хором. Згодом хором став керувати ще один відомий композитор М. Леонтович. У нього О. Міньківський був старостою колективу, вчився робити гармонізації та обробки народних пісень.
Після закінчення в 1930 році диригенського факультету Київського музично-драматичного інституту імені М. Лисенка (учень С. Ф. Тележинського) викладав у музичних та педагогічних закладах Києва. В 1934–1941 роках — художній керівник і диригент Хорової капели Українського радіо. Був заступником диригента Українського народного хору. У 1942–1944 роках — науковий співробітник АН УРСР, в 1946–1974 роках — художній керівник і головний диригент Капели бандуристів УРСР. Від 1951 року — викладач Київської консерваторії (від 1960 року — завідувач кафедри диригування, від 1965 року — професор).
Автор музикознавчих статей та обробок народних пісень. Укладач збірки «Українські класичні хори» (1955).

Могила Олександра Міньківського

Помер 12 квітня 1979 року. Похований в Києві на Байковому кладовищі.

## Нагороди, відзнаки
Нагороджений орденами Леніна, Трудового Червоного Прапора, медалями.
Лауреат Державної премії УРСР імені Т. Г. Шевченка (1969).

## Пам'ять

меморіальна дошка

- 1957 року скульптурний портрет митця виконала скульптор Домна Шевчук[3].
- В Києві, на вулиці Шота Руставелі, № 26, де з 1959 по 1979 рік жив Олександр Міньківський, 17 березня 1981 року встановлено  бронзову меморіальну дошку (барельєф; скульптор Іван Макогон, архітектор І. Я. Жилкін)[4].